# Christoph Gunßer
Christoph Gunßer (* 1963 in Holstein) ist ein deutscher Architekt, Architekturkritiker, Autor, Journalist und Schriftsteller.

## Werdegang
Christoph Gunßer studierte Architektur in Hannover, Stuttgart und in den USA. Zwischen 1989 und 1992 lehrte er als wissenschaftlicher Assistent am Institut für Städtebau, Wohnungswesen und Landesplanung der Universität Hannover. In den Jahren 1992 bis 1997 war Gunßer Redakteur der db – Deutschen Bauzeitung in Stuttgart. Seit 1998 ist er freier Fachautor zu den Themen Architektur und Städtebau. Er ist als Architekturkritiker und Autor für Archithese, db – Deutsche Bauzeitung, DAB – Deutsches Architektenblatt und Baumeister tätig.
Gunßer veröffentlicht in Verlagen wie der Deutschen Verlags-Anstalt, Georg D.W. Callwey und Karl Krämer Verlag, in denen er über namhafte Architekten wie Norman Foster, Thomas Herzog, Fink + Jocher, Adolf Krischanitz, Hans Luz, Herzog & de Meuron, Roland Rainer, Richard Rogers und Joachim Schürmann schreibt und deren Werk präsentiert.

## Publikationen
- Einfamilienhäuser. Deutsche Verlags-Anstalt, Stuttgart 1997
- Holzhäuser. Deutsche Verlags-Anstalt, Stuttgart 1999
- Energiesparsiedlungen. Konzepte – Techniken – Realisierte Beispiele. Georg D.W. Callwey, München 2000
- Neuer Geschoßwohnungsbau. Aktuelle Beispiele. Deutsche Verlags-Anstalt, Stuttgart 2000
- Wohnen am Hang. Deutsche Verlags-Anstalt, Stuttgart 2001
- Individuell bauen mit Systemen. Wohnhäuser aus Deutschland, Österreich und der Schweiz. Deutsche Verlags-Anstalt, Stuttgart 2002
- Stadtquartiere. Neue Architektur für das Leben in der Stadt. Deutsche Verlags-Anstalt, Stuttgart 2003
- Bauen auf dem Land. Deutsche Verlags-Anstalt, Stuttgart 2004
- Energiesparhäuser. Neue Konzepte aus Deutschland, Österreich und der Schweiz. Deutsche Verlags-Anstalt, Stuttgart 2005
- Gebaut – Nebel Pössl Architekten. Karl Krämer Verlag, Stuttgart 2007
- mit Theo Peter: Miteinander bauen. Architektur für gute Nachbarschaften – Baugruppen Baugenossenschaften. Deutsche Verlags-Anstalt, Stuttgart 2010